# U-225
| U-225                      | U-225 | U-225 |
| -------------------------- | --- | --- |
|                            | | |
|                            | | |
| U-278, подібний до U-225   | | |
| Під прапором               | Третій Рейх | Третій Рейх |
| Спуск на воду              | 28 травня 1942 року | 28 травня 1942 року |
| Виведений зі складу флоту  | 11 липня 1942 року | 11 липня 1942 року |
| Сучасний статус            | 22 лютого 1943 року затоплений у Північній Атлантиці південно-східніше мису Фарвель глибинними бомбами британського корвета «Діантус» | 22 лютого 1943 року затоплений у Північній Атлантиці південно-східніше мису Фарвель глибинними бомбами британського корвета «Діантус» |
| Проєкт                     | | |
| Тип ПЧ                     | Торпедний ДПЧ | Торпедний ДПЧ |
| Розробник проєкту          | Friedrich Krupp Germaniawerft, Кіль                                                                                                   | Friedrich Krupp Germaniawerft, Кіль                                                                                                   |
| Вартість                   | 4 439 000 ℛℳ | 4 439 000 ℛℳ |
| Основні характеристики     | | |
| Швидкість (надводна)       | 17,9 вузла | 17,9 вузла |
| Швидкість (підводна)       | 8 вузлів | 8 вузлів |
| Робоча глибина занурення   | 100 м | 100 м |
| Гранична глибина занурення | 220 м | 220 м |
| Автономність плавання      | 135—174 км на швидкості 4 вузли (в підводному положенні) 11 470 км на швидкості 10 вузлів (у надводному положенні)                    | 135—174 км на швидкості 4 вузли (в підводному положенні) 11 470 км на швидкості 10 вузлів (у надводному положенні)                    |
| Екіпаж                     | 46 осіб | 46 осіб |
| Розміри                    | | |
| Довжина найбільша (по КВЛ) | 67,1 м | 67,1 м |
| Ширина корпусу найб.       | 6,2 м | 6,2 м |
| Висота                     | 9,6 м | 9,6 м |
| Середня осадка (по КВЛ)    | 4,74 м | 4,74 м |
| Водотоннажність надводна   | 769 т | 769 т |
| Озброєння                  | | |
| Артилерія                  | 1 × 88-мм палубна гармата SK C/35 | 1 × 88-мм палубна гармата SK C/35 |
| Торпедно- мінне озброєння  | 4 носових і один кормовий ТА. 14 торпед або 26 мін TMA або 39 мін TMB                                                                 | 4 носових і один кормовий ТА. 14 торпед або 26 мін TMA або 39 мін TMB                                                                 |
| ППО                        | 2 × 20-мм зенітних гармати FlaK 30 Flakvierling                                                                                       | 2 × 20-мм зенітних гармати FlaK 30 Flakvierling                                                                                       |

U-225 — німецький підводний човен типу VIIC, що входив до складу Військово-морських сил Третього Рейху за часів Другої світової війни. Закладений 15 липня 1941 року на верфі Friedrich Krupp Germaniawerft у Кілі. Спущений на воду 28 травня 1942 року, а 11 липня 1942 року корабель увійшов до складу ВМС нацистської Німеччини. Єдиним командиром човна був оберлейтенант-цур-зее Вольфганг Ляймкюлер.

## Історія служби
U-225 належав до німецьких підводних човнів типу VII C, найчисленнішого типу субмарин Третього Рейху, яких випущено 703 одиниці. Увійшов до складу 5-ї навчальної флотилії, де проходив навчання до 1 січня 1943 року. Після завершення тренувань перейшов до 1-ї флотилії ПЧ Крігсмаріне. З грудня 1942 до лютого 1943 року здійснив 2 бойових походи, в яких потопив одне транспортне судно (5 273 GRT) та пошкодив ще чотири інших (24 672 GRT).
22 лютого 1943 року під час другого бойового походу U-225 був виявлений у центрі Північній Атлантиці південно-східніше мису Фарвель британським корветом типу «Флавер» «Діантус». Атакою глибинними бомбами корабель завдав невиправних пошкоджень німецькому ПЧ, який затонув, забравши життя усіх 46 членів екіпажу.

## Перелік затоплених U-225 суден у бойових походах
| №                                                      | Дата           | Назва              | Тип                | Належність      | Водотоннажність (брт) | Вантаж                                                         | Конвой        | Результат та координати                                                 | Наслідки атаки для екіпажу     | Прим.                                             |
| ------------------------------------------------------ | -------------- | ------------------ | ------------------ | --------------- | --------------------- | -------------------------------------------------------------- | ------------- | ----------------------------------------------------------------------- | ------------------------------ | ------------------------------------------------- |
| Перший похід (5.12.1942—8.01.1943, 35 діб; Кіль—Брест) |                |                    |                    |                 |                       |                                                                |               |                                                                         |                                |                                                   |
| 1                                                      | 27 грудня 1942 | Scottish Heather   | танкер             | Велика Британія | 7 087                 | баласт та 750 тонн палива для суден конвою                     | Конвой ON 154 | пошкоджений 46°15′ пн. ш. 26°20′ зх. д. / 46.250° пн. ш. 26.333° зх. д. | 54 (усі вціліли)               |                                                   |
| 2                                                      | 28 грудня 1942 | Melmore Head       | суховантажне судно | Велика Британія | 5 273                 | баласт                                                         | Конвой ON 154 | потоплено 43°27′ пн. ш. 27°15′ зх. д. / 43.450° пн. ш. 27.250° зх. д.   | 49 (14 загиблих та 35 вціліли) |                                                   |
| 3                                                      | 28 грудня 1942 | Ville de Rouen     | суховантажне судно | Велика Британія | 5 598                 | 5500 тонн генеральних вантажів                                 | Конвой ON 154 | пошкоджено 43°25′ пн. ш. 27°15′ зх. д. / 43.417° пн. ш. 27.250° зх. д.  | 71 (усі вціліли)               | добитий торпедною атакою U-662                    |
| 4                                                      | 28 грудня 1942 | President Francqui | танкер             | Бельгія         | 4 919                 | баласт                                                         | Конвой ON 154 | пошкоджений 46°15′ пн. ш. 26°20′ зх. д. / 46.250° пн. ш. 26.333° зх. д. | 57 (5 загинули та 52 вціліли)  | пізніше добитий U-336                             |
| 5                                                      | 28 грудня 1942 | Empire Shackleton  | КАТ судно          | Велика Британія | 7 068                 | 2000 тонн генеральних вантажів; 1000 тонн боєприпасів та літак | Конвой ON 154 | пошкоджено 43°20′ пн. ш. 27°18′ зх. д. / 43.333° пн. ш. 27.300° зх. д.  | 62 (усі вціліли)               | пізніше вдруге пошкоджений U-123 та добитий U-435 |